# Province d'Errachidia
La province d'Errachidia, anciennement nommée province de Ksar Es-Souk (en langue arabe : اقليم الرشيدية (en langue berbère : Tamnaḍt en Imetɣaren), est une province à dominante rurale de la région marocaine de Dra Tafilalt, dont elle est la plus importante au niveau de la superficie. Elle tire son nom de son chef-lieu, la ville d'Errachidia (Imteɣren). La province est considérée comme l’une des régions les plus importantes du Maroc sur le plan historique.

## Géographie
Située au centre-sud du Maroc, la province d'Errachidia est une aire géographique du Tafilalt.
|                                      | province de Midelt (Drâa-Tafilalet) | province de Figuig (Oriental) |
| province de Tinghir (Drâa-Tafilalet) | province d'Errachidia               | Algérie                       |
| province de Zagora (Drâa-Tafilalet)  |                                     | Algérie                       |

Elle possède huit agglomérations homologuées comme des villes par le haut-commissariat au Plan : les municipalités d'Errachidia, d'Arfoud, de Boudnib, de Goulmima, de Jorf, de Moulay Ali Chérif et de Tinejdad, ainsi qu'Aoufous, le centre urbain de la commune rurale d'Aoufous.

## Histoire
Créée en 1956 sous le nom de Ksar Es-Souk, la province d'Errachidia est habitée depuis longtemps par les Berbères. Viennent ensuite les Arabes, et son territoire fut le point de départ de la route commerciale vers l'Afrique sub-saharienne, particulièrement vers Tombouctou.
En 2009, en raison de la création de la province de Tinghir, la province d'Errachidia a perdu les communes rurales de M'ssici, de H'ssyia, d'Alnif, d'Aït Hani et d'Assoul.

## Administration et politique

### Gouverneurs
Le 11 mai 2012, Ahmed Merghich, précédemment gouverneur de la province de Tan-Tan, a été nommé gouverneur de la province d'Errachidia. Auparavant, à compter du 26 novembre 2010, Mohamed Amghouz occupait ce poste.

### Communes, caïdats et cercles
Selon les décrets no 2-09-320 de 2009 et no 2-10-365 de 2010, complétant et modifiant le décret no 2-08-520 de 2008, la province d'Errachidia est composée de :
- 28 communes dans le cadre de la décentralisation ;
- 13 caïdats rattachés à 4 cercles dans le cadre de la déconcentration.

À 7 communes urbaines ou municipalités (Errachidia, chef-lieu de la province, Arfoud, Boudnib, Goulmima, Jorf, Moulay Ali Chérif et Tinejdad), s’ajoutent 21 communes rurales ainsi réparties par cercle et caïdat :
- cercle d'Arfoud :
  - caïdat d'Arab Sebbah Ziz : Es-sifa et Arab Sebbah Ziz,
  - caïdat de Fezna-Aarab Sebah : Aarab Sebbah Gheris et Fezna
  - caïdat de Taouz : Merzouga et Hassi Labied;
- cercle d'Er-Rissani :
  - caïdat d'Er-Rissani : Bni M'hamed Sijelmassa, Er-Rissani et Es-Sfalat,
  - caïdat d'Et-Taous : Et-Taous,
  - caïdat de Sidi Ali : Sidi Ali ;
- cercle d'Errachidia :
  - caïdat d'Aoufous : Aoufous et Er-Rteb,
  - caïdat d'Oued Naam : Oued Naam,
  - caïdat de M'daghra Lkeng : Chorfa M'daghra et Lkeng ;
- cercle de Goulmima :
  - caïdat d'Aghbalou N'kerdous : Aghbalou N'kerdous,
  - caïdat de Gheris : Gheris Es-Soufli, Gheris El Ouloui et Tadighoust,
  - caïdat de Melaab : Melaab,
  - caïdat de Ferkla : Ferkla Es-Soufla et Ferkla El Oulia,
  - caïdat d'Amellagou : Amellagou.

## Culture et patrimoine
L'arabe et le tamazight y sont parlés, et la toponymie des localités, des rivières et des monts est berbère.
Sur le plan environnemental, on peut citer :
- la vallée de Ziz, dernière étape avant la nudité totale du désert, serpentée par l’oued Ziz qui est bordé des deux côtés de palmiers et de kasbahs, telle celle d’Ifri ;
- la source bleue Meski, une source naturelle exploitée comme piscine dans un milieu forestier, à quelques pas d'une kasbah située sur une colline qui permet une vue panoramique.